# Richard Berg
Richard Vilhelm Timoleon Berg, född 2 augusti 1843 i Skallsjö församling, Älvsborgs län, död 17 januari 1924 i Danderyds församling, Stockholms län, var en svensk militär och politiker.
Berg blev officer vid Livregementets husarkår 1861, generalstabsofficer 1867 och överste och chef för Kronprinsens husarregemente 1891 och för Smålands husarregemente 1893. År 1896 befordrades han till generalmajor. Åren 1896–1904 var han generalintendent och chef för Intendenturkåren.
Under sin tjänstetid var Berg ledamot av en mängd kommittéer och var ledamot av riksdagens andra kammare 1891–1893. Åren 1904–1906 var han styresman av Krigsvetenskapsakademien och 1914–1922 vice ordförande i överstyrelsen för Svenska Röda Korset.
Berg invaldes som ledamot av andra klassen av Krigsvetenskapsakademien 1892 och av första klassen 1896. Han blev kommendör av första klassen av Vasaorden 1901 och kommendör med stora korset av Svärdsorden 1903. Richard Berg är begravd på Björkö kyrkogård i Småland.

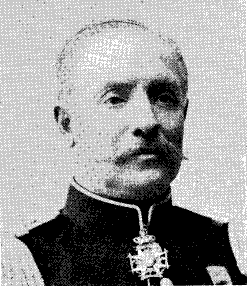
Richard Berg.